# بلاك بيري بورش ديزاين P'9981
بلاك بيري بورش ديزاين P'9981 (بالإنجليزية: BlackBerry Porsche Design P'9981)‏ هو هاتف ذكي من بلاك بيري يعمل بنظام بلاك بيري، تم طرحه في الأسواق في ديسمبر 2011.

## الخصائص
- نظام التشغيل: بلاك بيري
- الكاميرا الأمامية: 5 ميجابكسل
- الشاشة: 640×480
- الوزن: 155.0 غرام
- المعالج: 1.2 جيجا هرتز
- الذاكرة: 768 ميجابايت رام